# Физинки
Физинки (бел. Фізінкі) — деревня в Наровлянском сельсовете Наровлянского района Гомельской области Беларуси.

## География

### Расположение
В 2 км на юго-запад от Наровли, 27 км от железнодорожной станции Ельск (на линии Калинковичи — Овруч), 180 км от Гомеля.

### Гидрография
Кругом мелиоративные каналы, соединённые с рекой Припять.

## Транспортная сеть
Транспортные связи по просёлочной, а затем автодорогам, которые отходят от Наровли. Планировка состоит из прямолинейной улицы, ориентированной с юго-запада на северо-восток и застроенной двусторонне деревянными усадьбами.

## История
По письменным источникам известна с XIX века, когда помещик А. Горват в 1872 году привез из Курляндской губ. группу латышей, которые основали своё поселение. Размещались здесь и переселенцы из соседних деревень. Согласно переписи 1897 года в Наровлянской волости Речицкого уезда Минской губернии. В начале XX века произошли выступления жителей против помещика, который начал выселять переселенцев. 15 семей переселились в деревню Радин Хойникского района. Многие из них в 1920-е году вернулись в деревню Физинки. В 1926 году создана сельскохозяйственная артель. В 1931 году жители вступили в колхоз «Физинка». Во время Великой Отечественной войны 12 жителей погибли на фронте. Согласно переписи 1959 года в составе совхоза «Красный боец» (центр — деревня Завойть). Располагались библиотека и клуб.

## Население

### Численность
- 2004 год — 45 хозяйств, 115 жителей.

### Динамика
- 1897 год — 36 дворов, 151 житель (согласно переписи).
- 1959 год — 222 жителя (согласно переписи).
- 2004 год — 45 хозяйств, 115 жителей.

## Культура
- Библиотека-клуб